# Eulemur albifrons
Il lemure dalla fronte bianca (Eulemur albifrons (É. Geoffroy, 1796)) è un primate appartenente alla famiglia Lemuridae, endemico del Madagascar.

## Descrizione
Misura circa 40 cm, ai quali si sommano fino a 50 cm di coda, per un peso di 2,3 kg.
La specie presenta dimorfismo sessuale:
mentre le femmine hanno il dorso rossiccio, il ventre grigiastro e le zampe nerastre, i maschi hanno la zona dorsale bruno-grigiastra con toni più scuri su zampe posteriori e coda, testa grigio-biancastra e una corona bianca attorno alla testa, del tutto assente nelle femmine, che mancano anche dei peli lunghi e bianchi sul volto.

## Biologia
Veniva un tempo classificata come sottospecie del lemure bruno come Eulemur fulvus albifrons, ma degli esami genetici più approfonditi ne hanno messa in chiaro l'appartenenza ad una specie distinta.
Questo animale ha periodi di attività e di riposo alternati durante le 24 ore: pur essendo essenzialmente erbivoro, non disdegna ogni tanto integrare la dieta con insetti od altri artropodi
Vive in gruppi misti di maschi e femmine che contano fino a 40 individui: a differenza di quanto accade in molte altre specie di lemuri, le femmine solitamente non sono dominanti rispetto ai maschi.
In cattività, può vivere fino a 36 anni, mentre in natura si pensa che non oltrepassi la soglia dei 25 anni.

## Distribuzione e habitat
Lo si trova principalmente nella foresta pluviale in zone ad altezza non eccessivamente elevata nella punta nord-orientale del Madagascar.